# Rajd Północnego Słońca 1961
Rajd Północnego Słońca 1961 (12. Svenska Rallyt till Midnattsolen) – 12 edycja rajdu samochodowego Rajd Północnego Słońca rozgrywanego w Szwecji. Rozgrywany był od 13 do 17 czerwca 1961 roku. Była to piąta runda Rajdowych Mistrzostw Europy w roku 1961.

## Klasyfikacja rajdu
| Miejsce                      | Kierowca                     | Pilot                        | Samochód                     | Czas                         | Strata                       |                              |
| Klasyfikacja generalna i ERC | Klasyfikacja generalna i ERC | Klasyfikacja generalna i ERC | Klasyfikacja generalna i ERC | Klasyfikacja generalna i ERC | Klasyfikacja generalna i ERC | Klasyfikacja generalna i ERC |
| ---------------------------- | ---------------------------- | ---------------------------- | ---------------------------- | ---------------------------- | ---------------------------- | ---------------------------- |
| 1.                           | Carl-Magnus Skogh            | Rolf Skogh                   | Saab 96                      | 6:37                         | 0.0                          |                              |
| 2.                           | Bertil Söderström            | Rune Ohlsson                 | Volkswagen                   | 7:56                         | +1:19                        |                              |
| 3.                           | Arne Wernersson              | Sven Jönsson                 | Saab 96                      | 8:15                         | +1:38                        |                              |
| 4.                           | Erik Berger                  | Lars Andersson               | Saab 96                      | 8:32                         | +1:55                        |                              |
| 5.                           | Berndt Jansson               | Erik Pettersson              | Volkswagen                   | 8:36                         | +1:59                        |                              |
| 6.                           | René Trautmann               | Jean-Claude Ogier            | Citroën DS 19                | 8:37                         | +2:00                        |                              |
| 7.                           | Harry Bengtsson              | Hans-Joachim Walter          | Porsche 356 1600 Super       | 8:42                         | +2:05                        |                              |
| 8.                           | Olle Bromark                 | Kjell Lyxell                 | Saab 96                      | 8:46                         | +2:09                        |                              |
| 9.                           | Gunnar Andersson             | Hans Lundin                  | Volvo PV 544                 | 8:59                         | +2:22                        |                              |
| 10.                          | Evert Christofferson         | Karl-Gustav Andersson        | Volvo PV 544                 | 9:02                         | +2:25                        |                              |